# Carditis
La carditis es el término genérico con el cual se denomina a la inflamación del corazón. Generalmente se estudia y trata según la región comprometida:
- Pericarditis, en relación con la inflamación del pericardio.
- Miocarditis, en relación con la inflamación del músculo cardiaco en sí
- Endocarditis, inflamación de la porción más interna del corazón, el endocardio.

El término Pancarditis, hace referencia a la inflamación del corazón por completo.
Mientras que las infecciones del pericardio y miocardio en general son de origen viral, el endocardio es sometido a infecciones de origen bacteriana
- Datos: Q56377209